# Championnats des États-Unis d'athlétisme 2014
Navigation
Championnats 2013 Championnats 2015
Les Championnats des États-Unis d'athlétisme 2014 ont eu lieu du 26 au 29 juin 2014 à l'Hornet Stadium de Sacramento, en Californie. La compétition détermine les champions d'athlétisme séniors et juniors des États-Unis.

## Programme
Quarante épreuves senior figurent au programme de ces championnats 2014 (20 masculines et 20 féminines). Des épreuves juniors et vétérans se disputent également lors de cette compétition.
| Finales | 26 juin | 27 juin | 28 juin | 29 juin |
| ------- | ------- | ------- | ------- | ------- |
| Hommes  |         |         |         |         |
| Femmes  |         |         |         |         |

## Résultats

### Hommes
| Épreuves                    | Or                               | Argent                              | Bronze                              |
| 100 m Vent : -1,7 m/s       | Mike Rodgers 10 s 09             | Ryan Bailey 10 s 23                 | Sean McLean 10 s 26                 |
| 200 m Vent : +1,3 m/s       | Curtis Mitchell 20 s 13          | Wallace Spearmon 20 s 19            | Maurice Mitchell 20 s 30            |
| 400 m                       | Gil Roberts 44 s 53              | Josh Mance 44 s 89                  | Kyle Clemons 45 s 00                |
| 800 m                       | Duane Solomon 1 min 44 s 30      | Casimir Loxsom 1 min 45 s 97        | Erik Sowinski 1 min 46 s 94         |
| 1 500 m                     | Leo Manzano 3 min 38 s 63        | Pat Casey 3 min 38 s 94             | Lopez Lomong 3 min 39 s 11          |
| 5 000 m                     | Bernard Lagat 13 min 31 s 41     | Andrew Bumbalough 13 min 32 s 01    | Hassan Mead 13 min 32 s 42          |
| 10 000 m                    | Galen Rupp 28 min 12 s 07        | Chris Derrick 28 min 18 s 18        | Ryan Vail 28 min 26 s 02            |
| 3 000 m steeple             | Evan Jager 8 min 18 s 83         | Dan Huling 8 min 19 s 73            | Donn Cabral 8 min 20 s 04           |
| 20 000 m marche             | John Nunn 1 h 27 min 56 s 39     | Patrick Stroupe 1 h 29 min 26 s 68  | Nick Christie 1 h 29 min 52 s 67    |
| 110 m haies Vent : +2,1 m/s | Devon Allen 13 s 16              | Ryan Wilson 13 s 16                 | David Oliver 13 s 23                |
| 400 m haies                 | Johnny Dutch 48 s 93             | Michael Stigler 49 s 63             | Reggie Wyatt 50 s 16                |
| Saut en hauteur             | Erik Kynard 2,35 m               | Nick Ross 2,28 m                    | Dustin Jonas 2,28 m                 |
| Saut à la perche            | Sam Kendricks 5,75 m             | Mark Hollis 5,70 m                  | Victor Weirich 5,60 m               |
| Saut en longueur            | Jeff Henderson 8,52 m (+3,5 m/s) | Jarrion Lawson 8,13 m (+2,6 m/s)    | Michael Hartfield 8,03 m (+3,6 m/s) |
| Triple saut                 | Will Claye 17,75 m (+0,8 m/s)    | Christian Taylor 17,37 m (+1,1 m/s) | Chris Benard 17,10 m (+0,0 m/s)     |
| Poids                       | Joseph Kovacs 22,03 m            | Kurtis Roberts 21,47 m              | Reese Hoffa 20,78 m                 |
| Disque                      | Hayden Reed 62,19 m              | Bryan Powlen 61,05 m                | Mason Finley 61,04 m                |
| Marteau                     | Kibwe Johnson 74,16 m            | A. G. Kruger 73,34 m                | Chris Cralle 72,83 m                |
| Javelot                     | Sean Furey 81,10 m               | Riley Dolezal 79,27 m               | Timothy Glover 78,87 m              |
| Décathlon                   | Trey Hardee 8599 pts             | Wesley Bray 7807 pts                | Thomas FitzSimons 7645 pts          |

### Femmes
| Épreuves                    | Or                               | Argent                              | Bronze                           |
| 100 m Vent : -2,1 m/s       | Tianna Bartoletta 11 s 15        | Barbara Pierre 11 s 27              | LaKeisha Lawson 11 s 30          |
| 200 m Vent : +3,8 m/s       | Jeneba Tarmoh 22 s 06            | Kimberlyn Duncan 22 s 10            | Joanna Atkins 22 s 19            |
| 400 m                       | Francena McCorory 49 s 48        | Sanya Richards-Ross 49 s 66         | Natasha Hastings 50 s 53         |
| 800 m                       | Ajee' Wilson 1 min 58 s 70       | Laura Roesler 1 min 59 s 04         | Molly Beckwith 1 min 59 s 35     |
| 1 500 m                     | Jenny Simpson 4 min 04 s 96      | Mary Cain 4 min 06 s 34             | Katie Mackey 4 min 07 s 70       |
| 5 000 m                     | Molly Huddle 15 min 01 s 56      | Shannon Rowbury 15 min 01 s 71      | Marielle Hall 15 min 12 s 79     |
| 10 000 m                    | Kim Conley 32 min 02 s 07        | Jordan Hasay 32 min 03 s 28         | Amy Hastings 32 min 18 s 81      |
| 3 000 m steeple             | Emma Coburn 9 min 19 s 72        | Ashley Higginson 9 min 27 s 59      | Stephanie Garcia 9 min 32 s 76   |
| 20 000 m marche             | Maria Michta 1 h 35 min 54 s 37  | Miranda Melville 1 h 37 min 59 s 83 | Erin Gray 1 h 39 min 23 s 91     |
| 100 m haies Vent : -1,6 m/s | Dawn Harper-Nelson 12 s 55       | Queen Harrison 12 s 56              | Lolo Jones 12 s 65               |
| 400 m haies                 | Kori Carter 53 s 84              | Georganne Moline 54 s 00            | Cassandra Tate 54 s 70           |
| Saut en hauteur             | Inika McPherson 2,00 m           | Chaunté Lowe 1,94 m                 | Brigetta Barrett 1,91 m          |
| Saut à la perche            | Jenn Suhr 4,60 m                 | Sandi Morris 4,55 m                 | Becky Holliday 4,45 m            |
| Saut en longueur            | Brittney Reese 6,92 m (+1,9 m/s) | Tianna Bartoletta 6,86 m (-2,3 m/s) | Funmi Jimoh 6,81 m (-0,2 m/s)    |
| Triple saut                 | Amanda Smock 13,77 m (+2,2 m/s)  | Ciarra Brewer 13,57 m (+1,6 m/s)    | Lynnika Pitts 13,57 m (+3,0 m/s) |
| Poids                       | Michelle Carter 19,45 m          | Alyssa Hasslen 19,18 m              | Felisha Johnson 18,83 m          |
| Disque                      | Gia Lewis-Smallwood 65,96 m      | Liz Podominick 59,96 m              | Shelbi Vaughan 59,75 m           |
| Marteau                     | Amanda Bingson 75,07 m           | Jessica Cosby 71,72 m               | Amber Campbell 71,35 m           |
| Javelot                     | Kara Patterson 62,43 m           | Brittany Borman 62,05 m             | Leigh Petranoff 57,80 m          |
| Heptathlon                  | Sharon Day-Monroe 6470 pts       | Barbara Nwaba 6307 pts              | Erica Bougard 6118 pts           |